# 波伊斯城堡
波伊斯城堡（英語：Powis Castle）是位於英國威爾斯中部波伊斯郡韋爾什普爾附近的一座中世紀城堡，為波伊斯伯爵的官邸。維多利亞公主（後成為維多利亞女王）在童年時期、1832年參觀過這座城堡。

## 外部連結

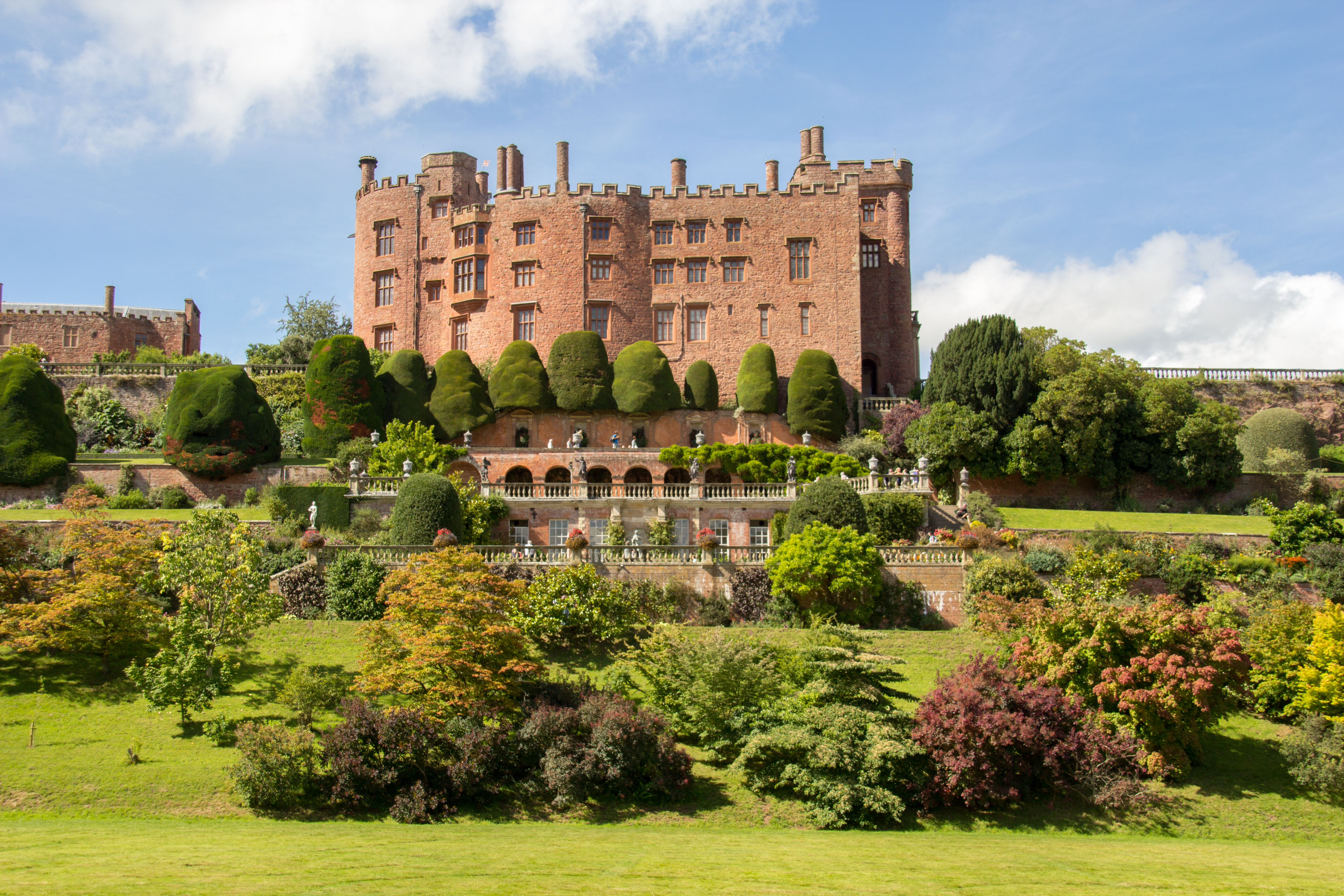

- Powis Castle & Garden information at the National Trust （页面存档备份，存于）
- Castle Wales: Powis Castle （页面存档备份，存于）
- Flickr images tagged Powis Castle （页面存档备份，存于）
- www.geograph.co.uk : photos of Powis Castle Archive.today的存檔，存档日期2012-12-24

52°39′05″N 3°09′29″W / 52.65139°N 3.15806°W